# Trichomanes osmundoides
Trichomanes osmundoides är en hinnbräkenväxtart som beskrevs av Dc. och Jean Louis Marie Poiret. Trichomanes osmundoides ingår i släktet Trichomanes och familjen Hymenophyllaceae. Inga underarter finns listade.